# Heiligste Nacht
Das Lied Heiligste Nacht ist ein katholisches Kirchenlied für den Weihnachtsfestkreis.

## Herkunft und Varianten

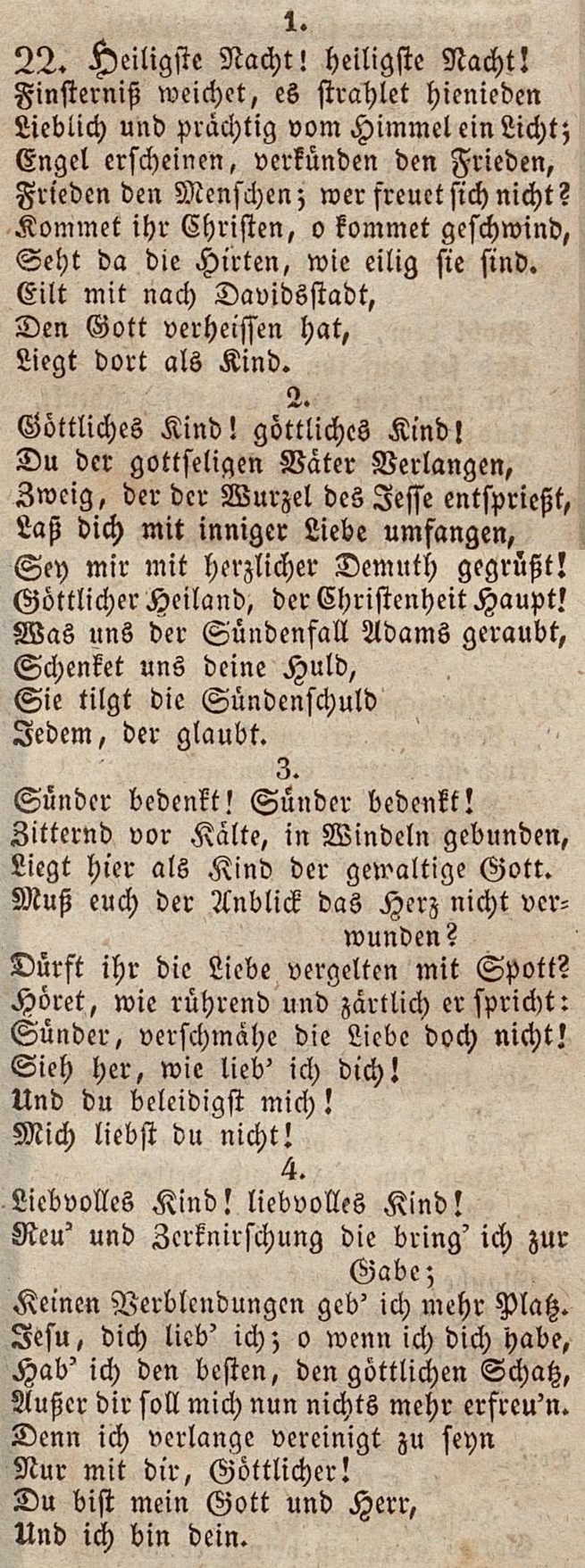
Heiligste Nacht bei Verspoell, 1829

Der Text wurde erstmals 1783 im Salzburger Gesangbuch sowie in der Waisenhausbuchhandlung und im Churfürstlichen Intelligenzcompotoir in München gedruckt. Nach manchen Angaben soll es sich um ein „Volkslied“ aus Tirol handeln, was die Volkskundlerin Ingeborg Weber-Kellermann als „wenig glaubwürdig“ ansieht. Der Text ist mit unterschiedlichen Melodien kombiniert worden. Eine Melodie stammt aus dem Schülerkreis um den Komponisten Michael Haydn, der um 1786 mehrere Chorsätze schuf (MH 427; MH 461). Eine weitere erschien 1793 in Christian Paul Müllers Gesangbuch in Landshut. Diese Melodie nahm der münsterische Geistliche Christoph Bernhard Verspoell in sein Münsterisches Gesangbuch von 1810 auf; die Melodie wird Verspoell fälschlich oft zugeschrieben. Wieder eine weitere (Friedrich Schmidt, 1897) stammt aus der zweiten Hälfte des 19. Jahrhunderts. Die Schmidt zugeschriebene Melodie findet sich leicht adaptiert bereits im münsterischen Diözesangesangbuch von 1868. Das Lied steht im Diözesananhang Münster des Gotteslobes (2013) unter der Nummer 758 (1. und 2. Strophe), von Paderborn unter der Nummer 728 (1., 2. und 4. Strophe, die letzten beiden Strophen mit textlichen Abwandlungen), im Diözesanhang Köln und im Diözesanteil der Bistümer der Kirchenprovinz Hamburg unter der (gleichen) Nummer 734 (1. und 2. Strophe), im gemeinsamen Eigenteil der Diözesen Berlin, Dresden-Meißen, Erfurt, Görlitz und Magdeburg unter der Nummer 739 (1. und 2. Strophe), ist aber auch in anderen Diözesen bekannt.

## Text
Christoph Bernhard Verspoell 1829 (1810)
1.

Heiligste Nacht! Heiligste Nacht!

Finsternis weichet, es strahlet hienieden

lieblich und prächtig vom Himmel ein Licht.

Engel erscheinen, verkünden den Frieden,

Frieden den Menschen, wer freuet sich nicht?

Kommet, ihr Christen, o kommet geschwind,

Seht da die Hirten, wie eilig sie sind!

Eilt mit nach Davids Stadt!

Den Gott verheißen hat,

Liegt dort als Kind, liegt dort als Kind.

2.

Göttliches Kind! Göttliches Kind!

Du, der gottseligen Väter Verlangen,

Zweig, der der Wurzel des Jesse entsprießt.

Lass dich mit inniger Liebe umfangen,

Sei uns mit herzlicher Demut gegrüßt:

Göttlicher Heiland, der Christenheit Haupt,

Was uns der Sündenfall Adams geraubt,

Schenket uns deine Huld,

Sie tilgt die Sündenschuld

Jedem, der glaubt, jedem, der glaubt.

3.

Sünder bedenkt! Sünder bedenkt!

Zitternd vor Kälte, in Windeln gebunden,

liegt hier als Kind der gewaltige Gott.

Muss euch der Anblick das Herz nicht verwunden?

Dürft ihr die Liebe vergelten mit Spott?

Höret, wie rührend und zärtlich er spricht:

Sünder, verschmähe die Liebe doch nicht!

Sieh her, wie lieb ich dich!

Und du beleidigst mich!

Mich liebst du nicht, mich liebst du nicht!

4.

Liebvolles Kind! Liebvolles Kind!

Reu' und Zerknirschung, die bring ich zur Gabe,

keinen Verblendungen geb ich mehr Platz.

Jesu, dich lieb ich; o wenn ich dich habe,

Hab ich den besten, den göttlichen Schatz.

Außer dir soll mich nun nichts mehr erfreun;

Denn ich verlange vereinigt zu sein

Nur mit dir, Göttlicher!

Du bist mein Gott und Herr.

Und ich bin dein, und ich bin dein.

## Melodie
Musik: bei Christian Paul Müller, Landshut 1793; nachgedruckt bei Christoph Bernhard Verspoell, Münster 1810.